# Brian Michael Bendis

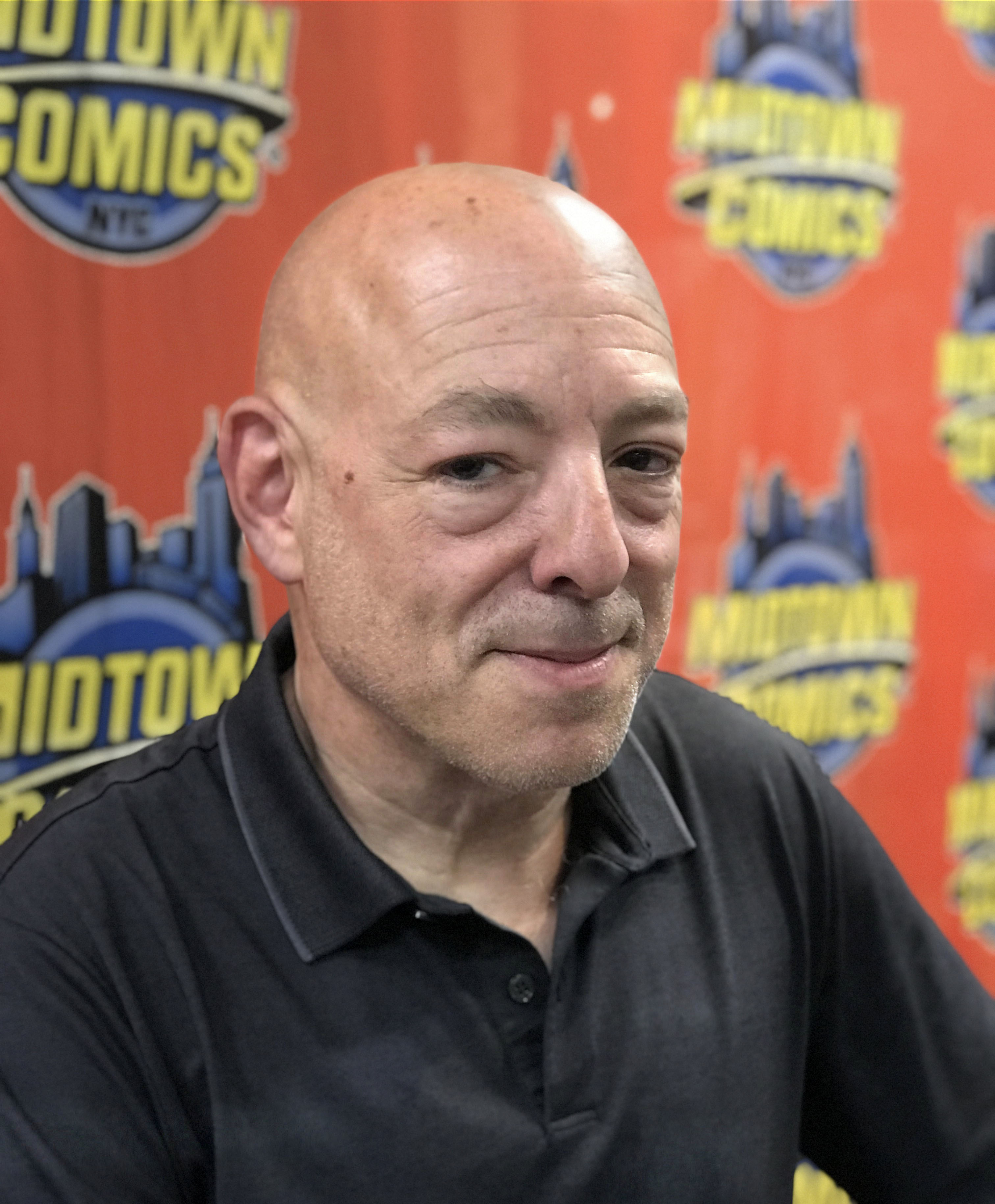
Brian Michael Bendis (2019)

Brian Michael Bendis (* 18. August 1967 in Cleveland, Ohio) ist ein US-amerikanischer Comicautor und -künstler.
Er ist einer der erfolgreichsten Verfasser von Mainstream-Comics der 2000er Jahre. Bendis’ Bücher waren in dieser Zeit fast durchweg in den obersten fünf der amerikanischen Bestseller-Liste platziert. Darüber hinaus hat er große Anerkennung bekommen und ist Preisträger zahlreicher Auszeichnungen, darunter fünf Eisner Awards.

## Leben
Brian Michael Bendis begann als Autor und Zeichner von Hardboiled-detective-Serien. Bekannt wurde er durch Superheldenbücher von Marvel Comics, vor allem Ultimate Spider-Man. Sein erster Comic war die Jinx-Reihe im Jahr 1995. Zu diesem Kriminalcomic schrieb Bendis auch eine Filmversion.
Weitere Projekte von Bendis als Autor, zusammen mit Michael Avon Oeming als Zeichner, sind Powers, das für den Harvey-, Eisner- und Eagle Award nominiert wurde, und Fortune and Glory, das, ebenso wie Powers, die beste Bewertung („A“) von Entertainment Weekly, einer US-amerikanischen Kultur-Zeitschrift, erhielt.
Zusammen mit Michael Gaydos erschuf er für Marvel Jessica Jones in Alias. Im Jahr 2015 brachte Netflix mit Marvel’s Jessica Jones eine Serie basierend auf dem Comic heraus. 
Bendis war lange Zeit als Autor verantwortlich für die Comics X-Men, Avengers, Iron Man und Guardians of the Galaxy.
Mit der Ausgabe #1000 von Action Comics im Juni 2018 begann er seine Arbeit bei DC Comics. Zurzeit ist er der Autor der monatlichen Serien Action Comics, Superman, Legion of Super-Heroes und Young Justice.

## Werke

### Caliber Comics
- Fire

### Erstellt und in Besitz von Bendis
- Fire
- Fortune and Glory
- A.K.A. Goldfish
- Jinx
- Powers
- Quivers
- Torso
- Spunky Todd...The Psychic Boy

### Image Comics
- Hellspawn
- Sam and Twitch

### Marvel Comics
- Alias
- Avengers
- Mighty Avengers
- New Avengers
- New Avengers: Illuminati
- Daredevil
- Daredevil: End of Days
- Elektra
- Guardians of the Galaxy
- Spider-Man
- Age of Ultron
- All-New X-Men
- Uncanny X-Men
- Infamous Iron Man
- Invincible Iron Man
- International Iron Man
- House of M
- The Pulse
- Secret War
- Spider-Woman: Origin
- Spider-Woman
- Ultimate Fantastic Four
- Ultimate Marvel Team-Up
- Ultimate Power
- Ultimate Six
- Ultimate Spider-Man
- Ultimate X-Men
- Ultimate Orgins

### DC Comics
- Batman Chronicles (2000)
- Action Comics (2018)
- Superman (vol. 5, 2018)
- Legion of Super-Heroes (vol.7, 2019)
- Young Justice (vol. 3, 2019)
- Big ol shitters

### Panini Verlag
- Halo: Der Aufstand